# Innovacom
Innovacom es una sociedad de capital riesgo francesa totalmente independiente, especializada en las tecnologías de la comunicación, sean cuales sean sus formatos o sus aplicaciones. Innovacom financia con fondos propios a sociedades innovadoras desde su creación, ya sea en una fase inicial o desarrollando planes y proyectos específicos: componentes, material, software o servicios.

## Historia
Actor histórico del capital innovación en Francia, Innovacom fue creada en 1988, y es uno de los escasos gestores de fondos franceses presentes en el panorama internacional. Ha financiado más 300 sociedades por un total de 1.000 millones de euros. Innovacon nació para acompañar la revolución digital y ha estado muy presente en la propiedad de las compañías puntocom tras la irrupción de internet y el cambio en los contenidos. France Télécom ha sido su referente durante 24 años, hasta que se convirtió en una entidad plenamente independiente en 2012.
Innovacom ha participado en el nacimiento de sociedades como AuFeminin, Business Objects, Gemplus, Infovista, Intershop, Kelkoo, Last Minute.com, Netcentrex o Soitec. 
A la par que la revolución digital llega a todos los sectores de la economía, lnnovacom rastrea las tendencias e invierte en sectores donde lo digital supondrá un plus de valor añadido. La compañía, que nació para adelantarse a la innovación tecnológica, con el tiempo ha ampliado su actividad a través del capital inversión a otras industriales. Invierte en particular en las puntocom, los transportes, la energía, la salud, en empresas siempre con una alta entidad tecnológica. 
Innovacom Gestión gestiona (en 2021) las FPCI Innovacom 6, Technocom 2 y Technocom 3.
- Innovacom 6 fue lanzado en 2007 y está dotado de 150 M€.
- Technocom 2 fue lanzado en 2012 y está dotado de 32 M€.
- Technocom 3 fue lanzado en 2019 y está dotado de 60 M€.

## Empresas participadas por Innovacom
- Aura Aero: aeronave eléctrica
- CAILabs: componentes ópticos[6]
- Cozy Cloud: gestión de datos personales[7]
- Exagan: componentes a base de silicio[8]
- Feeligreen: dispositivos de cura[9]
- G2mobility: recarga para vehículos eléctricos
- Intersec: big data para operadores móviles[10]
- I-ten: microbaterías[11]
- MicroEJ: aplicaciones para Java
- Robart: componentes para robots

## Sociedades participadas por Innovacom en el pasado
- Business Objects: pionero del business inteligencia - cotizada (NASDAQ: BOBJ)
- Digitick: cajeros electrónicos - adquirida por Vivendi
- Gemplus: ahora Gemalto
- Inventel: equipos de telecomunicaciones - adquirida por Thomson
- Jabber: mensajería instantánea - adquirida por Cisco
- Kelkoo: comparador - adquirido por Yahoo!
- Netezza: gestión de datos - adquiridos por IBM
- Olea Medical: tratamiento de imágenes médicas - adquirida por Toshiba resultado Cañón,[12][13]
- Owlient: juegos sociales - adquiridos por Ubisoft
- Qobuz: servicio de música en línea elevada calidad - retomada por Xandrie[14]
- Streamezzo: rich media servicios - adquiridos por Amdocs
- Videoplaza: publicidad en línea - adquirida por Telstra
- Witbe: calidad de las coberturas - cotizadas (ALTERNEXT: ALWIT)